# Alexandrine xứ Baden
Alexandrine xứ Baden (tiếng Đức: Alexandrine Luise Amalie Friederike Elisabeth Sophie; 6 tháng 12 năm 1820 – 20 tháng 12 năm 1904) là Công tước phu nhân xứ Sachsen-Coburg và Gotha từ ngày 29 tháng 1 năm 1844 đến ngày 22 tháng 8 năm 1893 với tư cách là vợ của Công tước Ernst II. Cô là con cả của Leopold I xứ Baden và Sofia Wilhelmina của Thụy Điển.